# Kazimierz Nowak
Kazimierz Nowak (1897. január 11. – 1937. október 13.) lengyel utazó, tudósító és fényképész. Stryjben született. Az első világháború után Poznańban élt.

## Élete
1931-től 1936-ig egyedül utazott Afrikában, gyalog és kerékpáron megtéve 40 000 kilométert  Archiválva 2011. augusztus 30-i dátummal a Wayback Machine-ben. Valószínű, hogy ő volt az első, akinek ez sikerült. Könyve Rowerem i pieszo przez Czarny Ląd (Kerékpárral és gyalog a fekete földrészen át) címmel jelent meg. Poznańban hunyt el.
2009 novemberében lengyel kerékpárosok egy csoportja staféta-expedíciót indított, amelyben végigjárják a Nowak által megtett utat.  2011 januárjában Angolában, a visszafelé vezető úton tartottak.

## Magyarul megjelent művei
- Kerékpárral és gyalog a fekete földrészen át. Levelek az 1931–1936-os afrikai útról; ford. Wolosz Vera; Publikon, Pécs, 2014